# Affaire Kusaka Jirō
Pour les articles homonymes, voir Kusaka et Jirō.
L'affaire Kusaka Jirō (草加次郎事件, Kusaka Jirō Jiken), aussi appelée affaire Sōka Jirō, est une série d'incidents criminels survenus à Tokyo entre novembre 1962 et septembre 1963.

## Contexte
Au début des années 1960, Tokyo, comme tout le reste du Japon, entre dans des années de prospérité économique, après une décennie d'après-guerre difficile. La capitale japonaise a déjà atteint les dimensions d'une métropole urbaine avec une population de 10 000 000 d'habitants. Elle s'apprête à se présenter fièrement au monde entier lors des Jeux olympiques d'été, programmés pour l'année 1964, qu'elle prépare avec ardeur.

## Premier incident
Le 4 novembre 1962, l'association des admirateurs de la chanteuse Chiyoko Shimakura, installée à Shinagawa, reçoit un paquet dont l'emballage ne présente aucun nom d'expéditeur. À l'ouverture du colis, un bruit sourd se fait entendre et une fumée blanche se répand. Au contact d'une poudre blanche s'échappant du paquet, un jeune homme se brûle deux doigts de la main droite,.
L'examen attentif du dos de l'enveloppe du colis permet de distinguer les mentions « malédiction » et « Sōka Jirō ».

## Escalade
Le 13 novembre 1962, une lettre piégée est envoyée à une hôtesse de bar résidente du quartier d'Azabu dans le Minato-ku. Signée « Sōka Jirō », elle reste sans effet.
Le 20 novembre, une spectatrice est sérieusement brûlée par une explosion dans une salle de cinéma du quartier de Yūrakuchō. Sur le tube contenant la substance explosive le nom « Sōka Jirō » est lisible. Et le 26, un dispositif identique explose dans les toilettes des hommes d'un cinéma de Hibiya sans faire aucune victime.
Le 29 novembre 1962, un recueil de poèmes de Takuboku Ishikawa est trouvé abandonné dans une cabine téléphonique de Setagaya. Un jeune employé de bureau a la malchance d'actionner le mécanisme de mise à feu de l'explosif contenu dans le livre en tirant sur un marque-page qui dépasse. Il devra patienter une semaine pour recouvrer l'usage de sa main gauche brûlée par l'explosion.
Le 12 décembre 1962, dans l'enceinte du temple Sensō du quartier d'Asakusa, un gardien de nuit découvre un système rudimentaire de mise à feu et de la poudre explosive dissimulés dans un roman policier d'Ellery Queen ostensiblement exposé à la vue de tous.

## Incident d'Ueno
Le 15 juillet 1963, un vendeur ambulant d'oden est grièvement blessé par balles dans le parc d'Ueno. Aucun tireur n'est appréhendé par la police arrivée sur le lieu de l'incident. Le jeune vendeur est conduit à l'hôpital, où il passera trois mois. Dix jours plus tard, la police reçoit une enveloppe portant la signature désormais célèbre : « Sōka Jirō ». Le seul contenu de l'envoi postal est une balle d'arme à feu identique à celles extraites dix jours plus tôt du corps du marchand ambulant.

## Attentat à la bombe
Dans la soirée du 5 septembre 1963, à la station Kyōbashi de la ligne de métro Ginza, une bombe de confection artisanale explose sous un siège d'une rame du métro stationnée en gare. L'attentat fait dix blessés et est indirectement revendiqué plus tard dans des lettres portant la signature « Sōka Jirō » et annonçant le plasticage à venir de grands magasins du quartier de Ginza.

## Lettres de menaces
Durant l'année 1963, des célébrités de Tokyo reçoivent des lettres de menaces signées « Sōka Jirō ».
Le 6 septembre 1963, l'actrice de cinéma Yoshinaga Sayuri reçoit à son domicile une lettre réclamant un million de yens. La lettre est signée « Sōka Jirō » et fait référence à l'incident survenu le 4 novembre 1962. L'auteur de la lettre menace l'actrice de mort en cas de non exécution de sa demande et indique une date et une heure précise auxquelles l'argent doit être jeté d'un train express partant pour Aomori, à la manière d'un scénario écrit par le cinéaste Akira Kurosawa dans son long métrage Entre le ciel et l'enfer.
La police déploie alors un important dispositif de surveillance dans l'espoir de capturer « Sōka Jirō ». Mais ce dernier ne se manifeste pas.
Cette tentative d'intimidation est la dernière manifestation connue de « Sōka Jirō ».

## Prescription des faits
Le 5 septembre 1978, l'affaire n'est toujours pas résolue, et les faits sont prescrits.
Depuis cette affaire, un nouveau mot a fait son entrée dans les dictionnaires japonais : yukaihan (愉快犯), un terme qui désigne un criminel qui prend un malin plaisir à observer les réactions suscitées par ses crimes.

## Dans la fiction
Dans le manga Inspecteur Kurokôchi, l'affaire Kusaka Jirô est citée comme l'un des incidents criminels dans lequel le gouvernement est impliqué et qui ne peut ainsi pas être résolu car cela ébranlerait la crédibilité du pourvoir étatique.
L'affaire est aussi évoquée dans un roman de Natsuo Kirino publié en 1998 et dans un manga du dessinateur Eiji Ōtsuka (東京事件).